# WASP-1b
WASP-1b és un exoplaneta que orbita l'estrella WASP-1, a més de 1000 anys llum de la Terra, a Andròmeda. La massa i el radi del planeta indiquen que és un planeta jovià, del tipus Júpiter ardent, causa de la seva proximitat amb la seva estrella (a diferència de  Júpiter es troba a un 3% de la distància de la Terra al Sol). El reconeixement al suport al projecte regional SuperWASP a l'illa La Palma, Espanya, els descobridors li han donat el sobrenom no oficial de Garafía-1, com el municipi Garafía, on es troba l'observatori utilitzat.